# HMCS Snowberry (K166)
«Сноуберрі» (англ. HMCS Snowberry (K166) — військовий корабель, корвет типу «Флавер» Королівського військово-морського флоту Канади за часів Другої світової війни.
Корвет «Сноуберрі» був закладений 24 лютого 1940 року на верфі компанії Davie Shipbuilding у Лозоні. 8 серпня 1940 року він був спущений на воду, а 26 листопада 1940 року увійшов до складу Королівських ВМС Великої Британії.

## Історія служби
Корабель брав участь у бойових діях на морі в Другій світовій війні, бився в Північній Атлантиці, супроводжував конвої.
28 серпня 1942 року німецький підводний човен U-94 був виявлений союзним ескортом при спробі атакувати конвої TAW 15 біля Гаїті, котрий відразу влаштував полювання на ворожий ПЧ. Літак-амфібія PBY «Каталіна» атакував човен глибинними бомбами, за ним атаку продовжили канадські корвети «Галіфакс» і «Сноуберрі» і нарешті субмарину двічі протаранив корвет «Оуквілл». Хал Лоуренс очолив абордажну групу з одинадцяти моряків «Оуквілла» для захоплення човна. Вони висадилися на німецьку субмарину і вдерлися через бойову рубку всередину човна. Тільки два канадці насправді пройшли через люк, і вступили в сутичку з німецьким екіпажем, вбивши двох, коли вони не здалися. Решта екіпажу підняла руки, не чинячи спротиву. Ледве захопивши судно, канадські моряки зрозуміли, що німці вже почали затоплювати човен, і він почав наповнюватися водою. Канадці залишили U-94, і він затонув разом з 19 членами екіпажу; «Оуквілл» врятував 26 матросів противника, у тому числі командира ПЧ оберлейтенанта-цур-зее Отто Ітеса.
23 серпня 1943 року «Сноуберрі» у складі 5-ї групи підтримки був направлений на заміну 40-ій ескортній групі, яка здійснювала полювання на ворожі підводні човни поблизу мису Ортегаль. Військові кораблі обох груп були атаковані 14 Do 217 і 7 Ju 87 KG 100, які несли нову зброю — протикорабельні керовані ракети Hs 293. Кілька моряків були поранені та вбиті на «Бідефорд» (40-ва ескортна група), але «Сноуберрі» уникнув пошкоджень. Через два дні 5-та група підтримки була замінена 1-ю групою підтримки, і військові кораблі обох груп були знову атаковані 18 Do 217, які також мали на озброєнні Hs 293. «Атабаскан» був сильно пошкоджений, і шлюп «Ігрет», що діяв разом із канадським есмінцем, унаслідок ураження Hs 293 затонув (перший корабель в історії, знищений керованою ракетою). Але «Сноуберрі» знову уникнув пошкоджень.
20 листопада 1943 року північно-східніше Азорських островів глибинними бомбами британського фрегата «Нін» та канадських корветів «Сноуберрі» та «Калгарі» був потоплений німецький підводний човен U-536.